# 깊은 밤 깊은 곳에
《깊은 밤 깊은 곳에》(영어: The Other Side of Midnight)는 미국에서 제작된 찰스 재럿 감독의 1977년 드라마 영화이다. 시드니 셸던이 1973년에 펴낸 동명 소설이 원작이다. 마리프랑스 피지에 등이 출연하였고, 프랭크 여블란스 등이 제작에 참여하였다.

## 출연진
- 마리프랑스 피지에
- 존 벡
- 수전 서랜던
- 라프 발로네
- 클루 굴러거
- 크리스티앙 마르캉
- 마이클 러너
- 소럴 북
- 앤터니 폰지니
- 루이 조리치
- 찰스 초피
- 하워드 헤스먼
- 티토스 반디스
- 디미트라 알리스
- 조지 키머스
- 릴리안 쇼반
- 커트 로언스
- 찰스 시버트

## 기타 제작진
- 협력 제작: 잭 B. 번스틴
- 배역: 린 스톨매스터
- 미술: 존 디퀴어
- 의상: 아이린 섀러프